# 近江巳記夫
近江 巳記夫（おおみ みきお、1935年〈昭和10年〉10月1日 - ）は、日本の政治家。元衆議院議員（10期）。元科学技術庁長官。

## 来歴・人物
徳島県に生まれる。
1954年 (昭和29年) 大阪市立都島工業高等学校建築科卒業。
1962年（昭和37年）関西大学経済学部卒業。1963年（昭和38年）大阪市会議員（西成区選挙区）に当選。1967年（昭和42年）2月の第31回衆議院議員総選挙の大阪3区に公明党から立候補し初当選（通算10回）する。委員長の竹入義勝の下で中央執行委員を歴任。
1986年（昭和61年）12月の公明党大会で委員長選出された委員長の矢野絢也の下で中央統制委員長、国会対策副委員長を歴任。
1990年（平成2年）11月に委員長の石田幸四郎の下で筆頭・中央執行副委員長に就任。
1994年（平成6年）4月、羽田内閣で科学技術庁長官に就任。6月17日の参議院予算委員会で創価学会員であることを認めた。12月公明解党後に新進党に参加。
1998年（平成10年）、竹入元委員長が朝日新聞に55年体制の回顧録を連載（支持母体の創価学会はこれを批判的に受け止めた）した事に、市川雄一元書記長を中心に二宮文造、浅井美幸、多田省吾、渡部一郎、伏木和雄、長田武士、三木忠雄、黒柳明、大久保直彦らと竹入元委員長を批判。12月新進解党で公明系（新党平和、公明クラブ、黎明クラブ、自由党親小沢）が分裂し、新党平和に参加し市川元書記長と共に中央幹事会副代表に就任。
1998年11月、公明党の再結成に参加し平和と同じく常任幹事会副代表に就任。
1999年9月、党大会で副代表を退任し常任顧問に就任。
2000年、政界から引退。常任顧問には留任した。
2004年、常任顧問を退任。
現在は創価学会総大阪・豊中総県主事。